# Koga (Sprache)
Baga Koga (ISO 639-3: bgo) ist eine westatlantische Sprache, die zwischen den Flüssen Pongo und Konkouré, auf der guineischen Île de Kito gesprochen wird.
Baga Koga ist eine von sieben Baga-Sprachen der Temne-Gruppe und ähnelt der Sprache Landoma (ldm). Viele Baga Koga sprechen heute Französisch, einige beherrschen auch Susu als Zweitsprache. Die ethnische Bevölkerung der Baga Koga beträgt aufgrund von Assimilation nur noch 5.000, die Sprache droht daher auszusterben.